# Idiataphe longipes
Idiataphe longipes is een libellensoort uit de familie van de korenbouten (Libellulidae), onderorde echte libellen (Anisoptera).
De wetenschappelijke naam Idiataphe longipes is voor het eerst geldig gepubliceerd in 1861 door Hagen.